# Alex Wilson (piłkarz)
Alex Wilson, właśc. Alexander Wilson (ur. 29 października 1933 w Buckie, zm. 29 lipca 2010 w Forres) – szkocki piłkarz występujący na pozycji obrońcy.

## Kariera klubowa
Wilson swoją karierę piłkarską rozpoczął w amatorskim klubie Buckie Rovers. W 1949 roku dołączył do juniorów angielskiego Portsmouth. W 1951 roku został włączony do jego pierwszej drużyny, która rywalizowała w Division One. W lidze tej zadebiutował 20 października 1951 w przegranym 0:5 meczu z West Bromwich Albion. W sezonie 1954/1955 zajął z klubem 3. miejsce w Division One, a w sezonie 1958/1959 spadł z nim do Division Two. Następnie, w rozgrywkach 1960/1961, kolejny raz spadł, tym razem do Division Three, Jednak już w następnym sezonie pomógł drużynie awansować z powrotem do Division Two, triumfując w rozgrywkach ligowych. Zawodnikiem Portsmouth pozostał do 1967 roku.
Następnie był graczem piątoligowego Chelmsford City, w którego barwach w 1968 roku zakończył karierę.
W Division One rozegrał 126 spotkań.

## Kariera reprezentacyjna
W reprezentacji Szkocji Wilson wystąpił jeden raz, 25 maja 1954 w wygranym 2:1 towarzyskim spotkaniu z Finlandią.
W tym samym roku został powołany do kadry na mistrzostwa świata. Nie zagrał jednak na nich w żadnym meczu, a Szkocja zakończyła turniej na fazie grupowej.